# Порт-Клінтон (Огайо)
Порт-Клінтон (англ. Port Clinton) — місто (англ. city) в США, в окрузі Оттава штату Огайо. Населення — 6025 осіб (2020).

## Географія
Порт-Клінтон розташований за координатами 41°30′35″ пн. ш. 82°56′18″ зх. д. / 41.50972° пн. ш. 82.93833° зх. д. (41.509718, -82.938339).  За даними Бюро перепису населення США в 2010 році місто мало площу 5,90 км², з яких 5,38 км² — суходіл та 0,52 км² — водойми.

## Демографія
Згідно з переписом 2010 року, у місті мешкало 6056 осіб у 2633 домогосподарствах у складі 1614 родин. Густота населення становила 1026 осіб/км².  Було 3464 помешкання (587/км²).
Расовий склад населення:
| - 93,3 % — білих - 2,3 % — чорних або афроамериканців - 0,2 % — азіатів - 0,1 % — корінних американців - 1,8 % — осіб інших рас |

До двох чи більше рас належало 2,1 %. Частка іспаномовних становила 7,8 % від усіх жителів.
За віковим діапазоном населення розподілялося таким чином: 22,1 % — особи молодші 18 років, 60,3 % — особи у віці 18—64 років, 17,6 % — особи у віці 65 років та старші. Медіана віку мешканця становила 41,5 року. На 100 осіб жіночої статі у місті припадало 91,5 чоловіків;  на 100 жінок у віці від 18 років та старших — 88,3 чоловіків також старших 18 років.
Середній дохід на одне домашнє господарство  становив 52 725 доларів США (медіана — 45 960), а середній дохід на одну сім'ю — 61 498 доларів (медіана — 55 965). Медіана доходів становила 48 750 доларів для чоловіків та 31 429 доларів для жінок. За межею бідності перебувало 12,3 % осіб, у тому числі 12,1 % дітей у віці до 18 років та 6,4 % осіб у віці 65 років та старших.
Цивільне працевлаштоване населення становило 2888 осіб. Основні галузі зайнятості: освіта, охорона здоров'я та соціальна допомога — 21,0 %, виробництво — 17,2 %, роздрібна торгівля — 16,8 %.